# نظرية في العدالة
نظرية في العدالة. (بالإنجليزية: A THEORY OF JUSTICE )‏هو كتاب باللغة الإنجليزية لجون رولز في الفلسفة السياسية والأخلاقيات. تم نشره أساسا عام 1971 وعُدّل عام 1975 (لأجل النسخ المترجمة) وعُدّل كذلك عام 1999. يحاول رولز في نظرية في العدالة حل مشكلة عدالة التوزيع (التوزيع العادل اجتماعيا للأغراض في المجتمع) باستخدام نسخة معدلة من الأداة المعروفة بالعقد الاجتماعي. تـُعرَف النظرية الناتجة بعبارة «العدالة بكونها إنصافاً»، والتي اشتق منها رولز مبدأيه في العدالة: مبدأ التحرر ومبدأ الفرق.

## الغاية
يحاجج رولز في نظرية في العدالة لأجل توفيق مبدئي بين التحرر والعدالة، حيث يُراد منه أن يطبق على الهيكل الأساسي لمجتمع جيد التنظيم. من المركزي في هذا الجهد تقدير لظروف العدالة من إلهام ديفيد هيوم، ووضع اختيار منصف لأطراف العلاقة في مثل تلك الظروف، مشابهة لبعض آراء إيمانويل كانط. يُتطلع إلى مبادئ العدالة لتوجه سلوك الأطراف. من المعترف به أن تلك الأطراف تواجه شحة معتدلة، كما أن شخوصها ليسوا مؤثرين بالفطرة ولا أنانيين بصورة محضة. لديهم أهداف يتطلعون إلى تحقيقها، لكنهم يفضلون أداء ذلك بالمشاركة مع الآخرين وفق شروط يتم التوافق عليها. يعرض رولز نموذجا لحالة اختيار منصفة (الوضع الأصلي وفيه غطاء الجهل) حيث يفترض فيه أن تختار الأطراف مبادئ عدالة يقبل بها الجميع. تحت مثل هذه المحددات، يعتقد رولز بأن الأطراف قد ترى مبادئ العدالة التي يفضلها ذات جاذبية بشكل خاص، تتفوق على بدائل متنوعة، مثل تقديرات اليوتيليتارية والتحررية اليمينية.

## «الوضع الأصلي»
ينتمي رولز لتقليد العقد الاجتماعي. إلا أن للعقد الاجتماعي وفق رولز رؤية مختلفة عن تلك التي للمفكرين السابقين. بشكل خاص، يقترح رولز ما يزعم أنها مبادئ العدالة الناتجة عن استخدام أداة مصطنعة يسميها الوضع الأصلي والذي فيه يقرر الجميع مبادئ العدالة من وراء غطاء الجهل. هذا «الغطاء» يحجب عن الناس بالضرورة كل الحقائق عن أنفسهم بحيث لا يمكنهم تفصيل المبادئ حسب منافعهم:
"...لا أحد يعلم موقعه في المجتمع، وضعه الطبقي أو مكانته الاجتماعية، كما لا يعلم أحد حظه من توزيع الممتلكات والقدرات الطبيعية، ومستوى ذكائه، وقوته، وغير ذلك. سأفترض أيضا أن الأطراف لا تعرف حتى مفاهيمها عن الخير أو ميولها النفسية الخاصة. يتم اختيار مبادئ العدالة من وراء "غطاء الجهل."
بحسب رولز، سيقود الجهل بهذه التفاصيل عن الذات إلى مبادئ تكون منصفة للجميع. إذا لم يكن للفرد معرفة بمصيره في المجتمع الذي يتصوره بنفسه فمن المتوقع أنه لن يحابي أي طبقة معينة من الناس، بل سينشئ نظاما للعدالة يعامل الجميع بإنصاف. بشكل خاص يزعم رولز أن اولئك الذين يكونون في الوضع الأصلي سيتبنون جميعا خطة تعظيم أدنى خير ممكن والتي يتوقع منها أن تزيد حظوظ الأقل ازدهارا إلى أقصى حد ممكن.
«إنها المبادئ التي يُتوقع أن يقبل بها الأشخاص العقلاء والأحرار الذين يهمهم تحقيق مصالحهم حين يكونون في وضع أوّلي للمساواة يعرّف أساسيات شروط مشاركتهم.» (رولز، ص 11)
يزعم رولز أن الأطراف في الوضع الأصلي ستتبنى مثل هذه المبادئ، والتي بدورها ستحكم تعيين الحقوق والواجبات وتنظّم توزيع المنافع الاجتماعية والاقتصادية في المجتمع. لا يسمح مبدأ الفرق باللامساواة في توزيع الأغراض إلا إذا أفادت هذه اللامساواة الأعضاء الأقل ازدهارا في المجتمع. يعتقد رولز أن هذا المبدأ سيكون خيارا عقلانيا للممثلين في الوضع الأصلي للسبب التالي: لكل عضو في المجتمع حق متساو بالمطالبة بأغراض المجتمع. لا يجوز للسمات الطبيعية أن تؤثر في هذه المطالبة، وهكذا يجب أن يكون الحق الأساسي لأي فرد، قبل أخذ أي اعتبارات اُخرى في الحسبان، نصيبا متساويا في الممتلكات المادية. ماذا يمكن إذن أن يبرر التوزيع غير المتساوي؟ يعتقد رولز أن اللامساواة مقبولة فقط في حالة كونها في مصلحة الأسوأ حالا.
إن الاتفاق الذي ينتج عن الوضع الأصلي هو افتراضي ولاتأريخي كذلك. إنه افتراضي بمعنى أن المبادئ التي يُراد اشتقاقها هي ما قد تقبله الأطراف تحت ظروف معينة تبررها، لا ما تم الاتفاق عليه فعلا. يتطلع رولز إلى استخدام حجة أن مبادئ العدالة هي ما كان سيتم الاتفاق عليه لو أن الناس كانوا في الوضع الافتراضي للوضع الأصلي وأن لتلك المبادئ وزنا أخلاقيا نتيجة لذلك. إنها لاتأريخية بمعنى أنه لا يفترض أن الاتفاق قد حصل أو كان يمكن أن يحصل حقا، ناتجا في العالم الواقعي خارج الممارسات التجريبية المحدودة بعناية.

## مبادئ في العدالة

### المبدأ الأول في العدالة
«الأول: لكل شخص حق متساو لأكبر حرية ممكنة موافقة مع نفس الحرية للآخرين.»
الحريات الأساسية للمواطنين هي الحرية السياسية للاقتراع والترشح للانتخابات للمناصب العامة، وحرية الكلام والتجمع، وحرية الضمير، وحرية الملكية الشخصية والحرية من الاعتقال العشوائي. إلا أن في الأمر بعض النزاع فيما إذا كان يمكن استنتاج أن حرية التعاقد مشمولة ضمن هذه الحريات:
«حريات ليست في هذه القائمة، على سبيل المثال، الحق في تملك نوع معين من الممتلكات (مثلا وسائل الإنتاج) وحرية التعاقد كما هي بمفهوم عقيدة عدم التدخل ليست أساسية، وهكذا فهي ليست محمية بأولوية المبدأ الأول.»

### المبدأ الثاني في العدالة
يتعين تنظيم اللامساواة الاجتماعية والاقتصادية بحيث (رولز، 1971، ص 302؛ الطبعة المنقحة، ص 53):
- (أ) يجب أن يحققا المنفعة الأكبر لأقل الأعضاء استفادة في المجتمع، بما يتوافق مع مبدأ التوفير العادل. (مبدأ الفرق)
- (ب) يجب أن تكون المناصب العامة مفتوحة للجميع بشروط المساواة المنصفة في الفرص

### مبدأ الحرية المتساوية الأعظم
«لكل شخص حق متساوٍ بأوسع نظام شامل للحريات الأساسية المتساوية المتوافقة مع نظام مماثل يحقق الحرية للجميع» (1).
يهتم مبدأ الحرية المتساوية الأعظم بشكل أساسي بتوزيع الحقوق والحريات. يحدد رولز الحريات الأساسية المتساوية التالية: «الحرية السياسية (الحق في التصويت وتولي المناصب العامة) وحرية التعبير وحرية التجمع؛ حرية الضمير وحرية الفكر؛ حرية الشخص، التي تشمل التحرر من الاضطهاد النفسي والاعتداء الجسدي وتقطيع الأوصال (سلامة الشخص)؛ الحق بالاحتفاظ بالممتلكات الشخصية والتحرر من الاعتقال والمصادرة التعسفيين على النحو المحدد في مفهوم سيادة القانون».
يوجد بعض الجدل بخصوص إمكانية استنتاج حرية التعاقد لإدراجها ضمن هذه الحريات الأساسية: «إن الحريات غير الواردة في القائمة، كالحق في امتلاك أنواع معينة من الممتلكات وحرية التعاقد كما يفهمها مبدأ عدم التدخل ليست أساسية؛ وبالتالي فهي ليست محمية من قبل أولوية المبدأ الأول».

### مبدأ الاختلاف
يجب ترتيب أوجه عدم المساواة الاجتماعية والاقتصادية لتكون (أ) في صالح أفراد المجتمع الأقل حظًا، بما يتفق مع مبدأ التوفير العادل (أ2).
إن ادعاء رولز في (أ) هو أن الخروج عن المساواة في قائمة ما يسميه المنافع الأولية – «الأشياء التي يريدها الرجل العقلاني أيًا تكن الأشياء الأخرى التي يريدها» [رولز، 1971، ص. 92] – لها ما يبررها فقط إلى الحد الذي تحسّن فيه من نصيب أولئك الأسوأ حالًا في ظل هذا التوزيع مقارنة بالتوزيع السابق المتساوي. إن موقفه مساواتي إلى حد ما، مع اشتراط أن أوجه عدم المساواة مسموح بها عندما تفيد الأقل حظًا. من النتائج المهمة لوجهة نظر رولز هي أن أوجه عدم المساواة قد تكون في الحقيقة عادلة، طالما أنها تعود بالفائدة على الأقل ثراءً. تستند حجته فيما يخص هذا الموقف إلى حد كبير على الادعاء بأن العوامل التعسفية أخلاقيًا (كالأسرة التي يولد ضمنها الفرد) لا ينبغي أن تحدد فرص حياة الشخص أو الفرص المتاحة له. يتوجه رولز إلى حدس مفاده أن الشخص لا يستحق أخلاقيًا المواهب التي ولد بها؛ بالتالي لا يحق للشخص الحصول على جميع المنافع التي يمكن له الحصول عليها منها؛ وبالتالي، يُلغى معيار واحد على الأقل من المعايير التي يمكن أن توفر بديلًا للمساواة في تقييم عدالة التوزيعات.
بالإضافة إلى ذلك، يتطلب مبدأ التوفير العادل أن يُترك نوع من الاحترام المادي للأجيال القادمة. على الرغم من أن رولز غامض حول ما يعنيه هذا، يمكن فهمه بشكل عام على أنه «مساهمة لأولئك الذين سيأتون لاحقًا» [رولز، 1971، ص. 255].

### مبدأ تكافؤ الفرص
يجب ترتيب أوجه عدم المساواة الاجتماعية والاقتصادية بحيث تكون (ب) مرتبطة بالمناصب والوظائف المفتوحة للجميع في ظل ظروف تكافؤ عادل في الفرص (2ب).
الشرط الوارد في 2ب يسبق ذلك الوارد في 2أ معجميًا. وذلك لأن تكافؤ الفرص لا يتطلب فقط توزيع المناصب والوظائف على أساس الجدارة، بل أن تتاح للجميع فرصة معقولة لاكتساب المهارات التي تُقيم على أساسها الجدارة، حتى لو لم يكن لدى الشخص الموارد المادية الضرورية – بسبب عدم المساواة المفيد المنبثق عن مبدأ الاختلاف.
قد يُعتقد أن هذا الشرط، بل والمبدأ الأول للعدالة أيضًا، يتطلبان مساواة أعظم من مبدأ الاختلاف، لأن أوجه عدم المساواة الاجتماعية والاقتصادية الكبيرة، حتى عندما تكون في صالح الأشخاص الأسوأ حالًا، سوف تميل إلى تقويض قيمة الحريات السياسية بشكل كبير وأي تدابير نحو تكافؤ عادل في الفرص.

## روابط خارجية
- نظرية في العدالة على موقع الموسوعة البريطانية (الإنجليزية)